# 338 Budrosa
338 Budrosa је астероид главног астероидног појаса. Приближан пречник астероида је 63,11 km,
а средња удаљеност астероида од Сунца износи 2,911 астрономских јединица (АЈ).
Инклинација (нагиб) орбите у односу на раван еклиптике је 6,037 степени, а орбитални период износи 1814,706 дана (4,968 године). Ексцентрицитет орбите астероида износи 0,021.
Апсолутна магнитуда астероида износи 8,50 а геометријски албедо 0,176.
Астероид је откривен 25. септембра 1892. године.